# Comuna de Paczków
Paczków (polaco: Gmina Paczków) é uma gminy (comuna) na Polónia, na voivodia de Opole e no condado de Nyski. A sede do condado é a cidade de Paczków.
De acordo com os censos de 2004, a comuna tem 13 828 habitantes, com uma densidade 173,5 hab/km².

## Área
Estende-se por uma área de 79,7 km², incluindo:
- área agricola: 83%
- área florestal: 1%

## Demografia
Dados de 30 de Junho 2004:
|                      | Total   | Total | Mulheres | Mulheres | Homens  | Homens |
| -------------------- | ------- | ----- | -------- | -------- | ------- | ------ |
|                      | pessoas | %     | pessoas  | %        | pessoas | %      |
| População            | 13 828  | 100   | 7032     | 50,9     | 6796    | 49,1   |
| Densidade (pop./km²) | 173,5   | 100   | 88,2     | 88,2     | 85,3    | 85,3   |

De acordo com dados de 2002, o rendimento médio per capita ascendia a 1306,18 zł.

## Subdivisões
- Dziewiętlice, Gościce, Kamienica, Kozielno, Lisie Kąty, Stary Paczków, Ścibórz, Trzeboszowice, Wilamowa, Ujeździec, Unikowice.

## Comunas vizinhas
- Kamieniec Ząbkowicki, Otmuchów, Ziębice, Comuna de Złoty Stok.